# Dacia Duster
Dacia Duster este un automobil produs și comercializat de producătorul francez Renault și filiala sa din România Dacia din 2010. În prezent se află la a doua generație, lansată în toamna anului 2017. Este comercializat sub numele de Renault Duster pe anumite piețe precum cea din America Latină, Rusia, Ucraina, Asia, Orientul Mijlociu, Africa de Sud și Noua Zeelandă. Prima generație a fost redenumită și restilizată ca Nissan Terrano în țările CSI și India. Este introdus din martie 2010, și este al treilea model al mărcii Dacia bazat pe platforma de Logan, după Sandero.
Pick-up-ul cu cabină dublă cu patru uși a fost lansat la sfârșitul anului 2015 în America de Sud, comercializat ca Renault Duster Oroch, în timp ce în România a fost lansat Dacia Duster Pick-Up cu două uși în 2020.

## Utilizarea anterioară a numelui
Dacia Duster sau Dacia 10 au fost denumirile sub care ARO 10 a fost vândut pe unele piețe, precum Marea Britanie între 1984 și 1993. Au fost folosite unele componente și piese de pe Dacia 1300, precum motorul sau puntea față.

## Prima generație (HS; 2010)

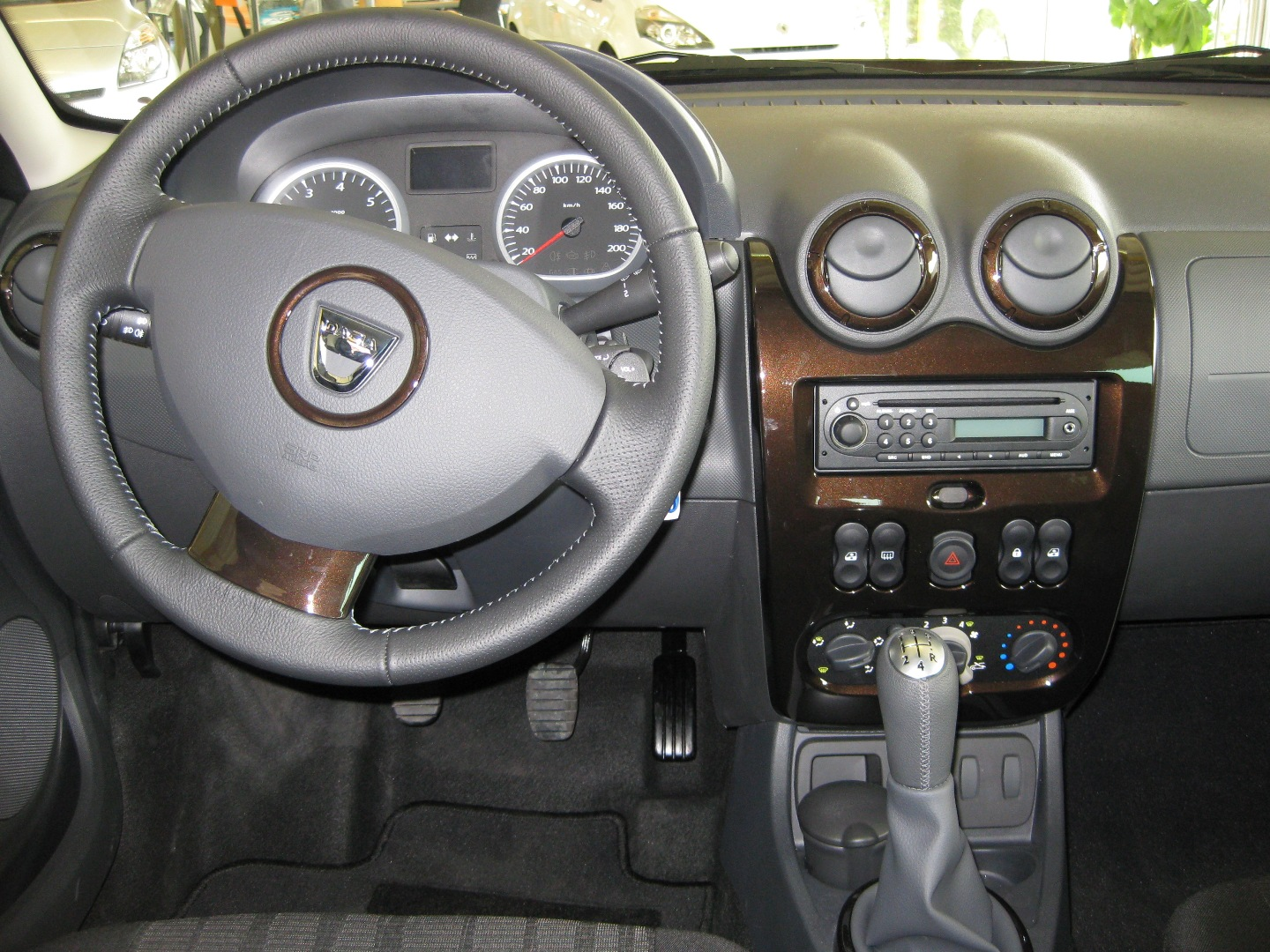
Interior

Prima generație de Duster a fost introdusă inițial în versiunea de curse pregătită pentru Andros Trophy, prezentată pentru prima dată pe 17 noiembrie 2009. Versiunea de serie a fost dezvăluită presei pe 8 decembrie 2009 și a fost lansată ulterior la Salonul Auto de la Geneva în martie 2010.
Duster este oferit cu tracțiune pe două roți sau cu tracțiune integrală. Variantele 4x4 folosesc sistemul de tracțiune integrală Nissan, care îi permite șoferului să aleagă dintre trei moduri de condus diferite: Auto, în care tracțiunea spate este cuplată automat în cazul în care roțile din față își pierd aderența, Lock, prin care 50% din cuplu este alimentat în mod constant prin puntea spate, și 2WD unde transmisia este blocată în tracțiune față pentru o eficiență maximă a consumului de combustibil.
Renault 4 a avut o oarecare influență asupra designului Daciei Duster.

### Primul facelift

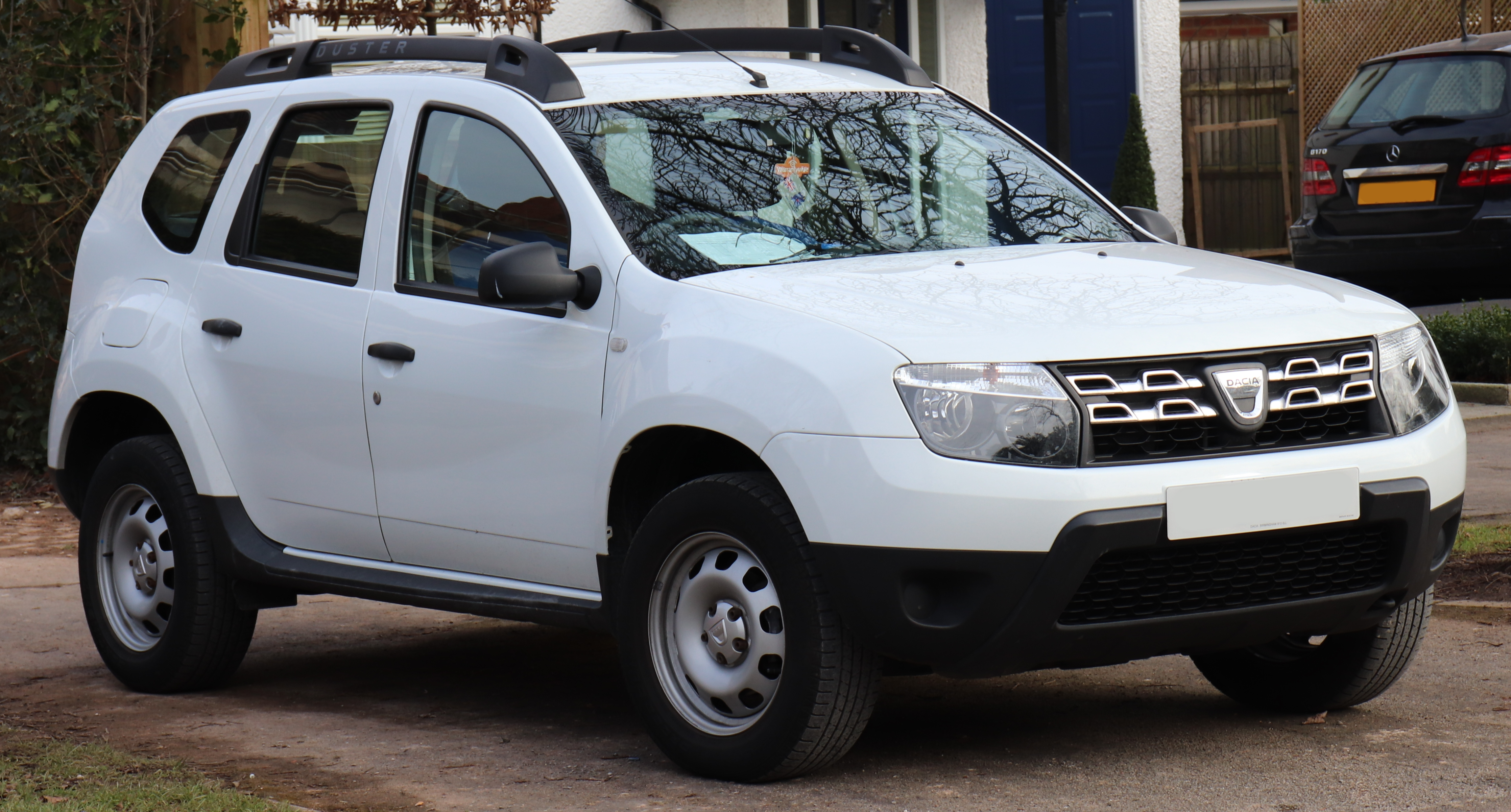
Dacia Duster Access 4X2 (primul facelift)

În septembrie 2013, facelift-ul Daciei Duster a fost prezentat la Salonul Auto de la Frankfurt. Exteriorul a primit modificări importante în față precum o nouă grilă cromată și faruri reproiectate, bare de acoperiș restilizate, noi roți de 16 inchi și modificări modeste în spate. Interiorul a fost și el reînnoit, cu design și dotări similare cu cele introduse anul precedent pe noile modele din gama Dacia. A fost introdus și un nou motor turbo TCe 125 de 1,2 litri cu injecție directă.

### Al doilea facelift

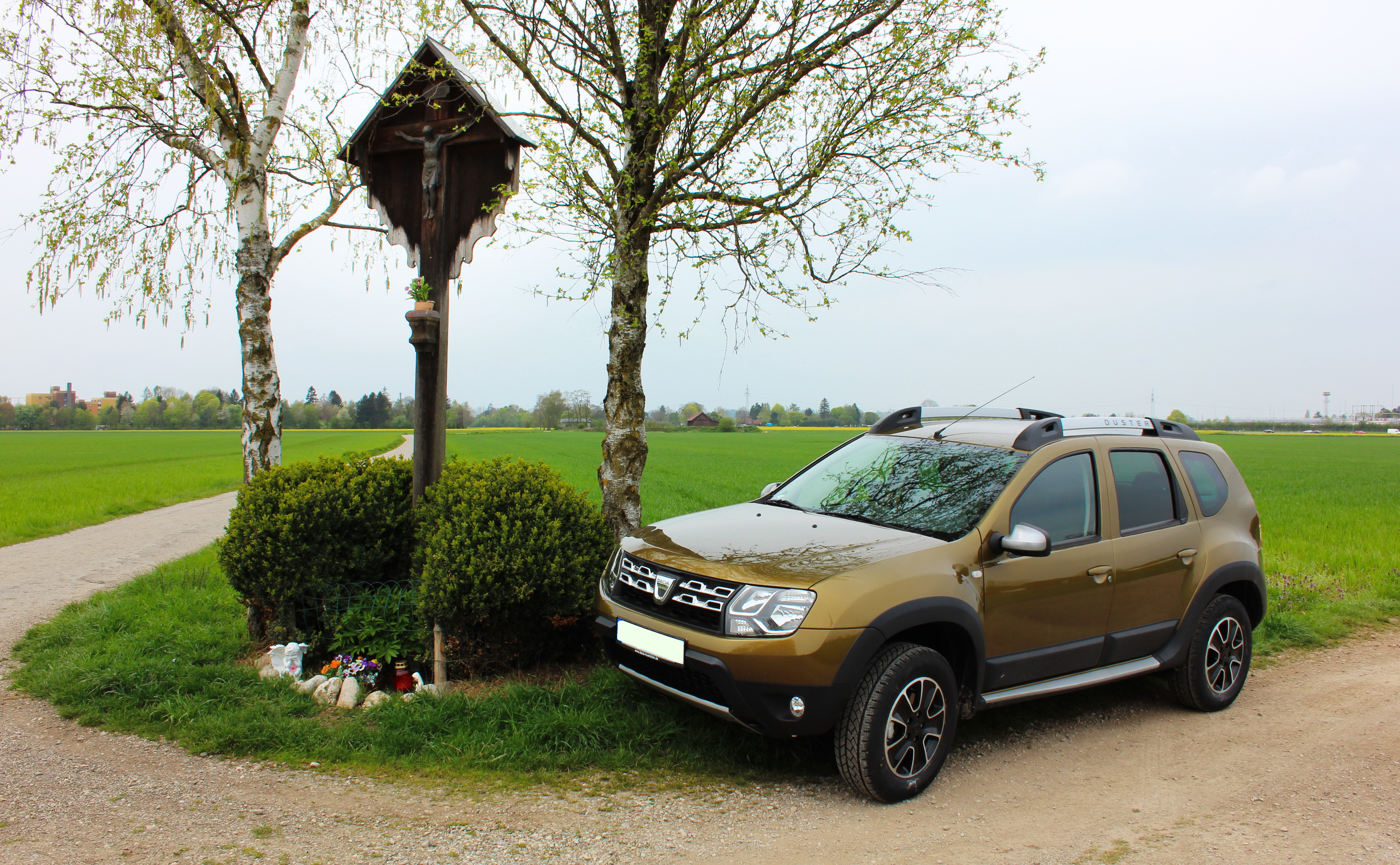
Dacia Duster Urban Explorer (2016)

În septembrie 2015, Dacia a prezentat un al doilea facelift minor, acum modelul putând fi echipat cu o cutie de viteze manuală robotizată numită Easy-R. Odată cu noua cutie și motorul actualizat de 90 CP cu funcția Start-Stop, vine și o nouă culoare a caroseriei, noi ornamente interioare, mai multe echipamente, tapițerie nouă și un nou model de jante din aliaj. În plus, Duster primește sistemul multimedia MEDIA-NAV Evolution, complet cu o cameră de marșarier. Pe anumite piețe, Dacia va comercializa și o serie limitată „Urban Explorer”.

### Al treilea facelift

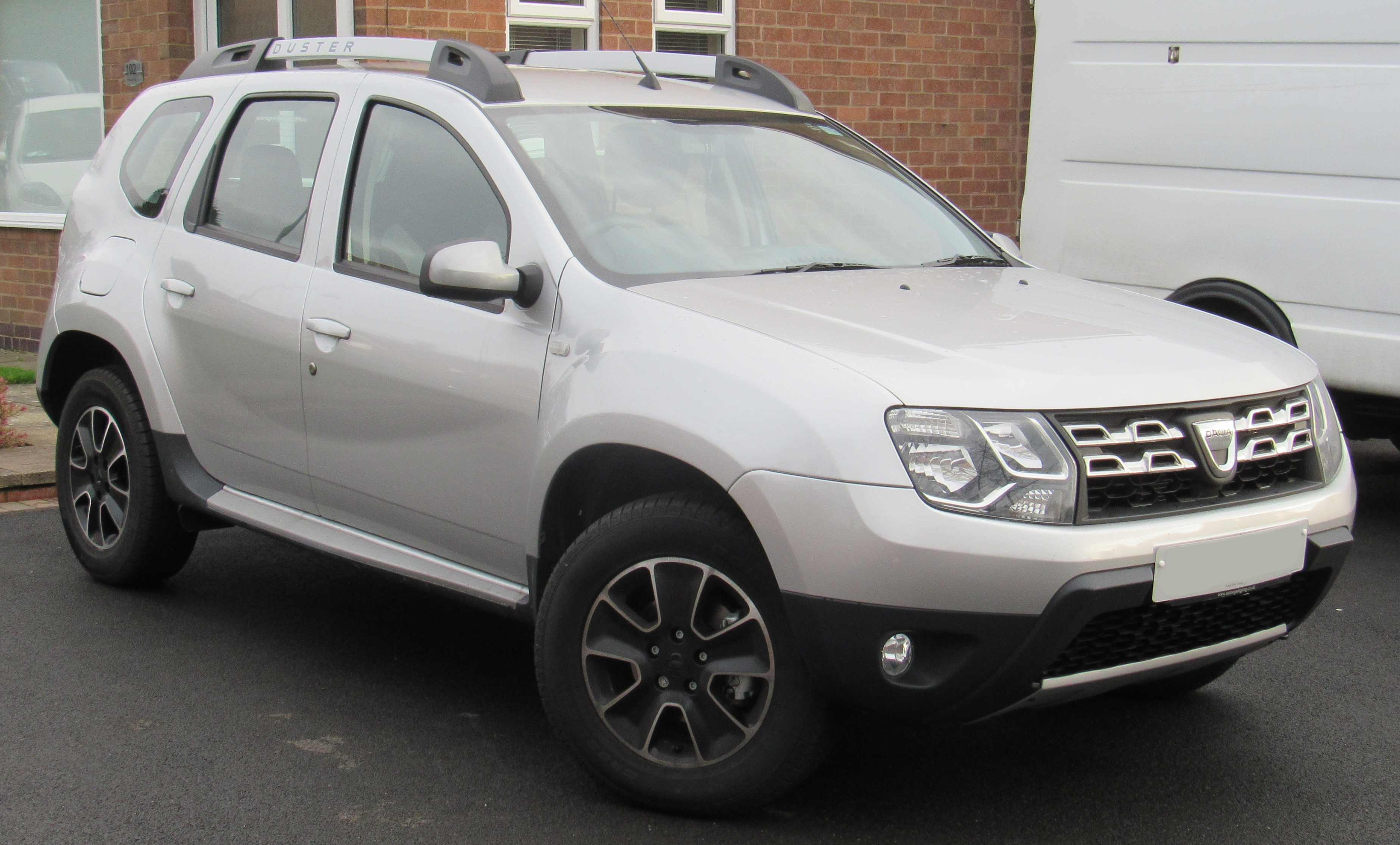
Dacia Duster Prestige (al treilea facelift)

În octombrie 2016, Dacia a lansat un al treilea restyling ușor, introducând acum o transmisie automată EDC, și din 2017 un volan nou, împreună cu o ediție limitată numită „Blackshadow”.

### Ediții limitate
În octombrie 2015, a fost lansată o ediție specială numită „Dacia Duster Connected by Orange”, care include un hotspot Wi-Fi cu un contract gratuit de doi ani de la operatorul de telefonie mobilă Orange, o cameră retrovizoare, o vopsea nouă de culoare maro, un nou set de jante din aliaj de 16 inch și scaune față încălzite.

### Alte versiuni

#### Duster Pick-Up
În 2014, Automobile Dacia S.A. a lansat Duster Pick-Up în parteneriat cu Romturingia. Produs inițial în 500 de exemplare exclusiv pentru Petrom, în 2016 Romturingia a mai produs câteva exemplare, în special pentru export.
În 2016, Renault Duster Oroch, un pick-up cu cabină dublă, a fost lansat în America de Sud.

### Capacități off-road
Dacia Duster este disponibil atât în versiune 4×2, cât și în versiune 4×4. Mai multe elemente îl recomandă pentru toate categoriile de drumuri, în special în versiunea cu tracțiunea integrală:
- o gardă la sol de o înălțime considerabilă (210 mm)
- consolele scurte (822 mm în față, 820 mm în spate)
- unghiuri de trecere importante (unghi de atac de 30° și unghi de degajare de 36°)
- o cutie de viteze în 6 trepte, cu o primă viteză scurtă (5,79 km/h pentru 1000 tr./min). Aceasta permite deplasarea cu o viteză foarte redusă în teren accidentat și un demaraj ușor atunci când mașina este încărcată sau înaintea unei rampe foarte înclinate.
- o comandă 4×4 intuitivă, cu 3 moduri, împrumutată de la Qashqai; cele trei opțiuni ale comenzii 4×4 sunt:
  1. „Auto”, când repartizarea cuplului între puntea față și puntea spate se face automat, în funcție de condițiile de aderență. În caz de pierdere de motricitate sau în condiții de aderență precară, o parte din cuplu este transferat punții spate. Această distribuție este asigurată de un dispozitiv de cuplare electromagnetic de origine Nissan;
  2. „Lock”, atunci când conducătorul blochează electronic transmisia 4×4. În acest mod, controlul motor și al sistemului de frânare sunt de asemenea adaptate unei utilizări 4×4. Acest mod este rezervat traversărilor dificile și drumurilor neamenajate (suprafețe accidentate, noroi, nisip);
  3. „4×2”, când transmisia este blocată pe 2 roți. Acest mod se pretează drumurilor uscate ce au aderență și permite optimizarea consumului de carburant și a emisiilor de CO2.

Dacia Duster este dezvoltată pe platforma B0 sau platforma Logan, versiunea 4×2 având o punte față de tip pseudo Mac Pherson cu brațe triunghiulare, în timp ce versiunea 4x4 are o punte spate multibraț de tip Mac Pherson. Pentru ambele versiuni de tracțiune, motricitatea și confortul sunt sporite de cursa mare a suspensiilor.
Dacia Duster are dimensiunile apropiate de ale unei compacte: 4,31 m lungime și 1,82 m lățime.

### Design

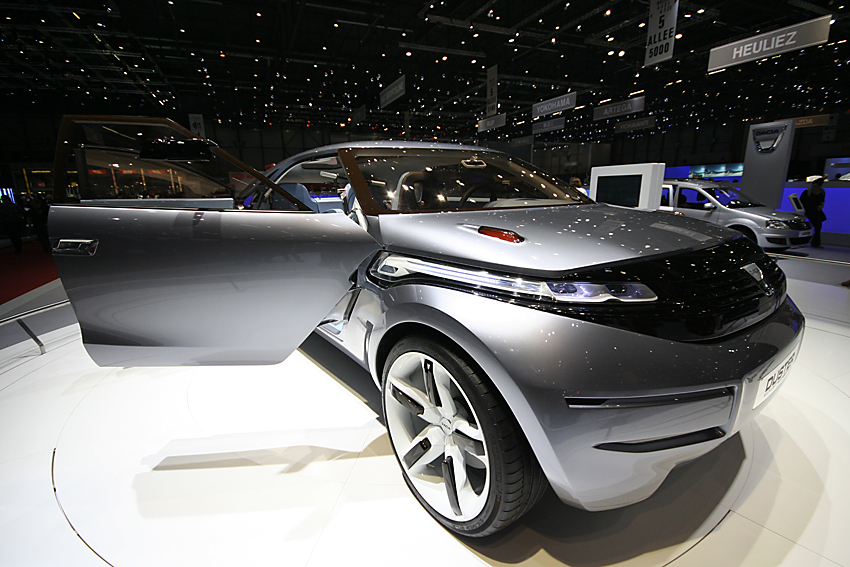
Conceptul Dacia Duster la Salonul Auto de la Geneva 2009

Dacia Duster a fost conceput de către designerii de la Renault Design Technocentre, Guyancourt, dar la rezultatul final au contribuit și celelalte centre-satelit de design Renault din lume, printre care și Renault Design Central Europe, cu sediul în București.
Mai multe elemente de design prezente pe Dacia Duster amintesc de clasa vehiculelor de teren — aripile mari și rotunjite, barele de pavilion impunătoare, blocurile optice duble, bara de protecție, roțile de 16 țoli, pasajele roților și elementele de protecție a caroseriei.
România a demonstrat o versiune de luptă a Duster-ului, cu blindaj, troliu și mitralieră montată pe acoperiș.

### Galerie foto

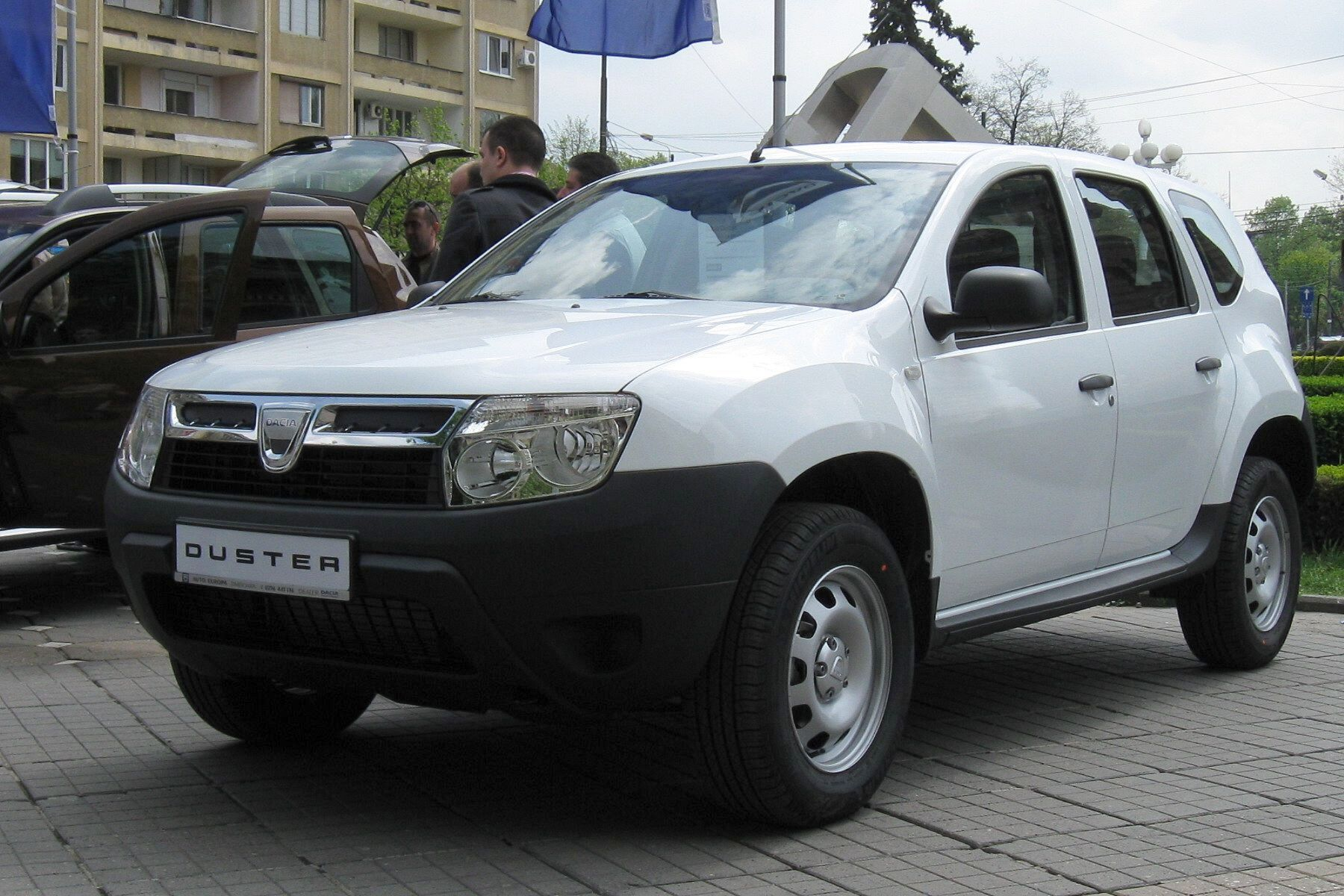
Varianta de bază.
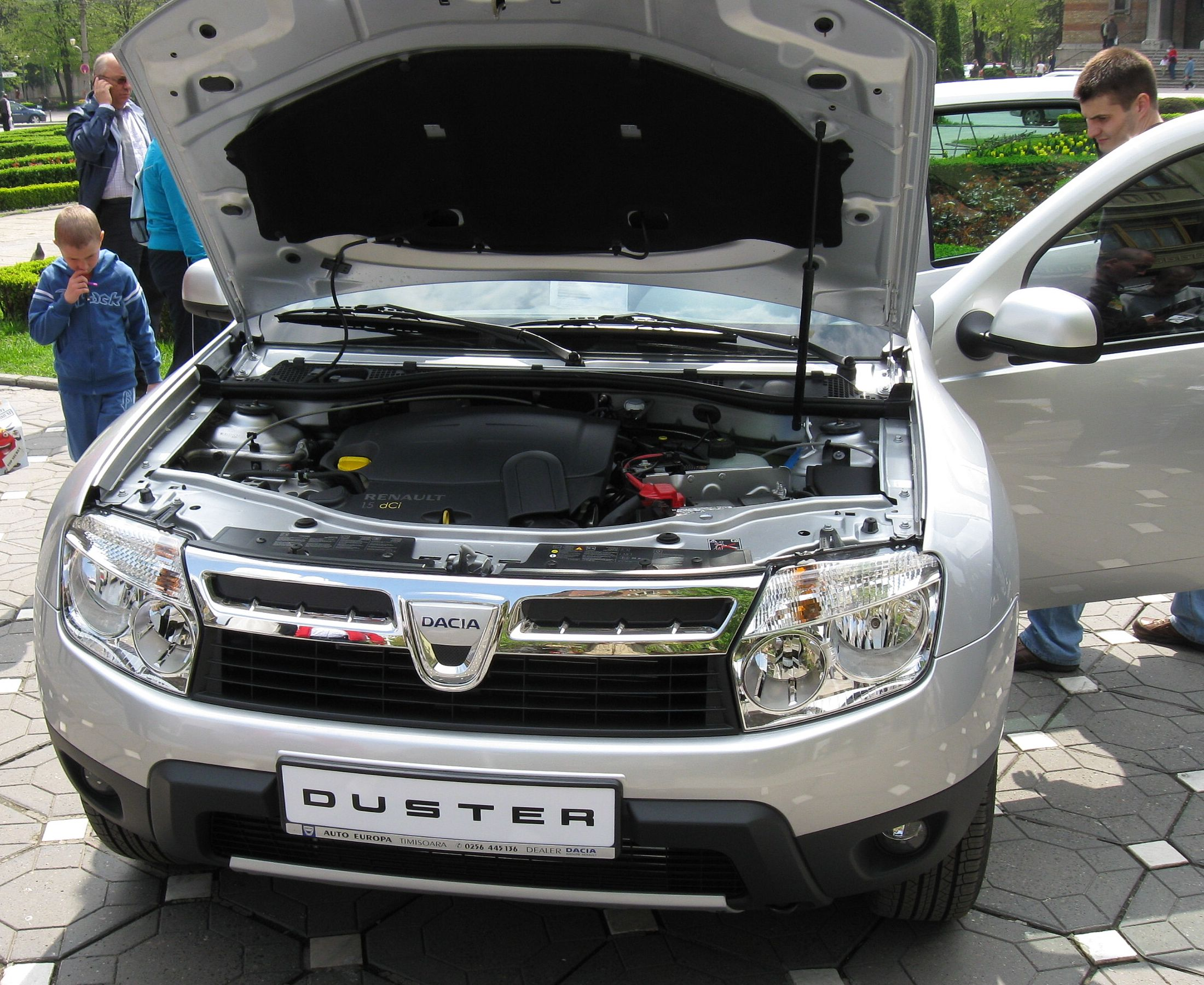
Varianta Ambiance, echipată cu motor Diesel.
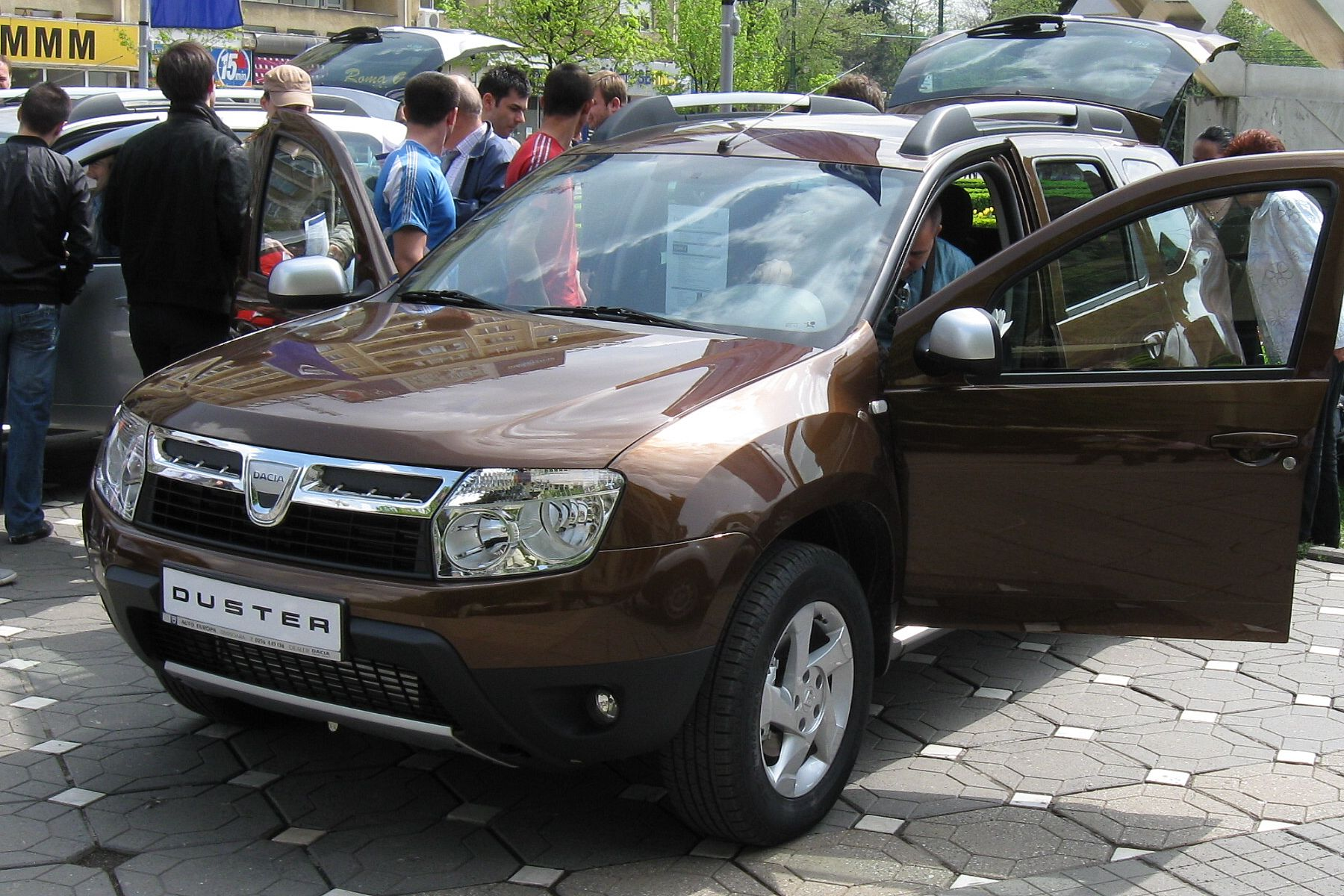
Varianta Laureate, echipată cu motor Diesel.
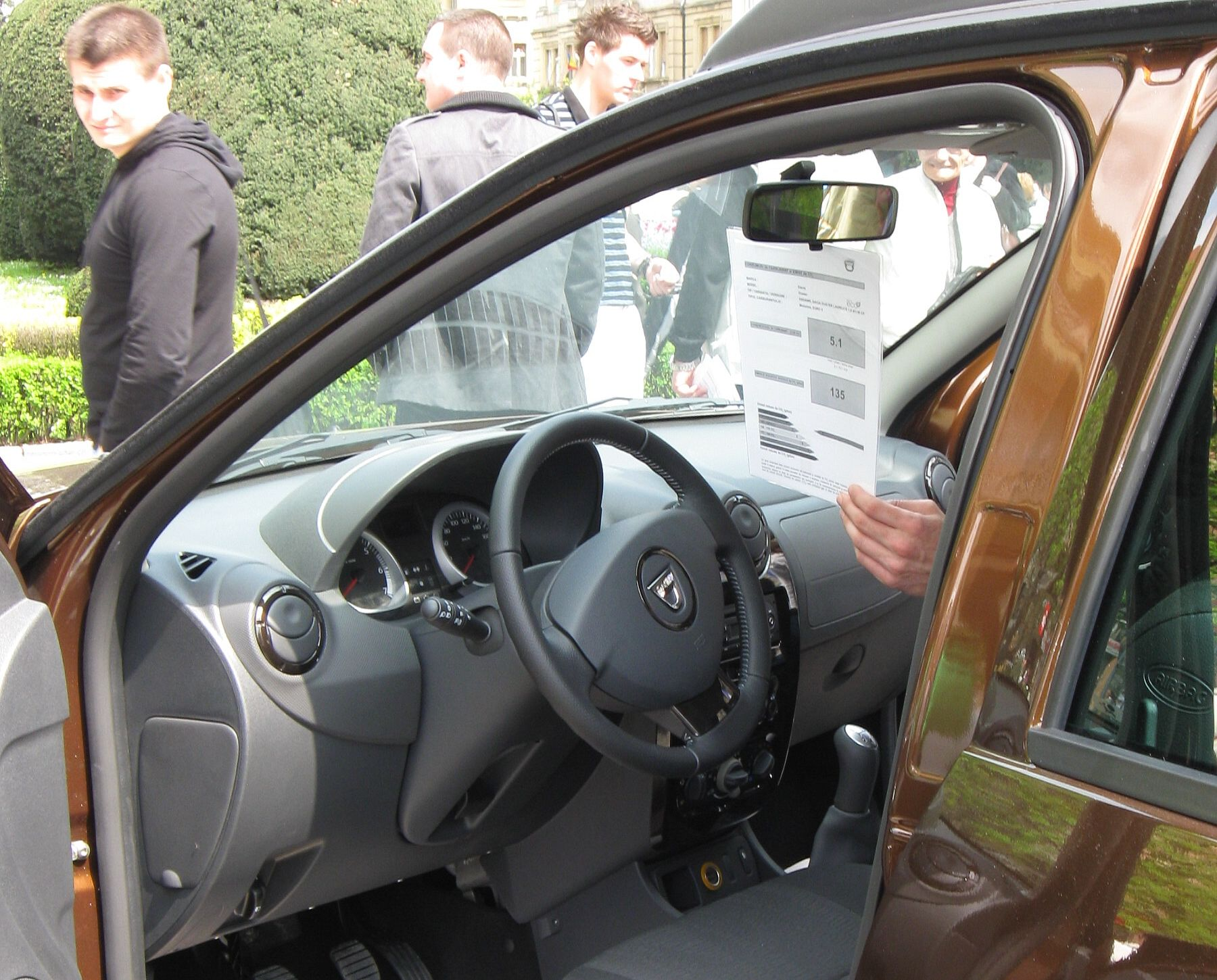
Varianta Laureate, tablou de bord.

### Siguranță
Dacia Duster dispune de ABS Bosch 8.1, precum și distribuție electronică a forței de frânare (EBD) și asistență la frânarea de urgență (EBA). De asemenea, dispune de control electronic al stabilității (ESC) ca opțiune pentru anumite versiuni, precum și control al subvirării (CSV) și control al tracțiunii (ASR). Această opțiune permite, de asemenea, transferul cuplului de la o roată care se învârte în modul 4x4 pentru a îmbunătăți tracțiunea atunci când are loc o rotire în diagonală a roții.
Pe frontul siguranței pasive, Dacia Duster vine standard cu două airbag-uri frontale (în funcție de piață) și centuri de siguranță în trei puncte cu limitator de sarcină pentru locurile din față. În funcție de versiune, pe lângă airbag-urile frontale pentru șofer și pasager sunt montate două airbag-uri laterale pentru cap/torax, pentru a oferi protecție suplimentară în cazul unui impact lateral. Pretensionatoarele pirotehnice pentru locurile din față (în funcție de versiune) completează sistemul de reținere al Daciei Duster.
Duster-ul pentru India, fără airbag-uri și fără ABS, a primit 0 stele pentru ocupanții adulți și 2 stele pentru copiii mici de la Global NCAP în 2017.
Duster-ul pentru India cu airbag șofer și fără ABS a primit 3 stele pentru pasagerii adulți și 2 stele pentru copiii mici de la Global NCAP în 2017 (similar cu Latin NCAP în 2013).
Duster-ul în cea mai simplă configurație din America Latină, cu 1 airbag și fără ABS, a primit 4 stele pentru pasagerii adulți și 2 stele pentru copiii mici de la Latin NCAP în 2015.
În 2011, Duster-ul a fost testat de Euro NCAP, primind un rating de trei stele. I s-au acordat 27 de puncte (74%) pentru protecția ocupantului adult, 38 de puncte (78%) pentru protecția ocupantului copil, 10 puncte (28%) pentru protecția pietonilor și două puncte (29%) pentru funcțiile de asistență la siguranță. În această categorie din urmă, ratingul a fost influențat de lipsa limitatorului de viteză și de faptul că controlul electronic al stabilității este disponibil doar opțional.

### Motorizări
| Nume           | Cod         | Capacitate            | Configurație        | Putere                              | Cuplu                           | Viteză maximă      |
| -------------- | ----------- | --------------------- | ------------------- | ----------------------------------- | ------------------------------- | ------------------ |
| 1.2 TCe 125    | H5Ft        | 1.197 cc (73,0 cu in) | I4 DOHC Turbo       | 92 kW (125 PS; 123 CP) la 5250 rpm  | 205 N·m (151 lb·ft) la 2000 rpm | 175 km/h (109 mph) |
| 1.5 16V        | H4K         | 1.498 cc (91,4 cu in) | I4 DOHC             | 78 kW (106 PS; 105 CP) la 5600 rpm  | 142 N·m (105 lb·ft) la 4000 rpm | 160 km/h (99 mph)  |
| 1.6 16V 105    | K4M 690     | 1.598 cc (97,5 cu in) | I4 DOHC             | 77 kW (105 PS; 103 CP) la 5750 rpm  | 148 N·m (109 lb·ft) la 3750 rpm | 164 km/h (102 mph) |
| 1.6 16V Etanol | K4M Hi-Flex | 1.598 cc (97,5 cu in) | I4 DOHC             | 84 kW (114 PS; 113 CP) la 5750 rpm  | 152 N·m (112 lb·ft) la 3750 rpm | 165 km/h (103 mph) |
| 1.6 16V GPL    | K4M Bi-fuel | 1.598 cc (97,5 cu in) | I4 DOHC             | 75 kW (102 PS; 101 CP) la 5750 rpm  | 144 N·m (106 lb·ft) la 3750 rpm | 162 km/h (101 mph) |
| 1.6 16V 105    | K4M 606     | 1.598 cc (97,5 cu in) | I4 DOHC             | 77 kW (105 PS; 103 CP) la 5750 rpm  | 148 N·m (109 lb·ft) la 3750 rpm | 160 km/h (99 mph)  |
| 2.0 16V        | F4R         | 1.998 cc (122 cu in)  | I4 DOHC             | 99 kW (135 PS; 133 CP) la 5500 rpm  | 195 N·m (144 lb·ft) la 3750 rpm | 177 km/h (110 mph) |
| 2.0 16V Etanol | F4R Hi-Flex | 1.998 cc (122 cu in)  | I4 DOHC             | 104 kW (141 PS; 139 CP) la 5500 rpm | 205 N·m (151 lb·ft) la 3750 rpm | 180 km/h (112 mph) |
| 1.5 dCi 85     | K9K 796     | 1.461 cc (89,2 cu in) | I4 SOHC Turbodiesel | 63 kW (86 PS; 84 CP) la 4000 rpm    | 200 N·m (148 lb·ft) la 1900 rpm | 156 km/h (97 mph)  |
| 1.5 dCi 110    | K9K 896     | 1.461 cc (89,2 cu in) | I4 SOHC Turbodiesel | 79 kW (107 PS; 106 CP) la 4000 rpm  | 240 N·m (177 lb·ft) la 1750 rpm | 171 km/h (106 mph) |
| 1.5 dCi 110    | K9K 898     | 1.461 cc (89,2 cu in) | I4 SOHC Turbodiesel | 81 kW (110 PS; 109 CP) la 4000 rpm  | 240 N·m (177 lb·ft) la 1750 rpm | 168 km/h (104 mph) |
| 1.3 TCe        | H5Ht        | 1.332 cc (81,3 cu in) | I4 DOHC Turbo       | 116 kW (158 PS; 156 CP)             | 254 N·m (187 lb·ft)             | N/A                |

### Comercializare și producție

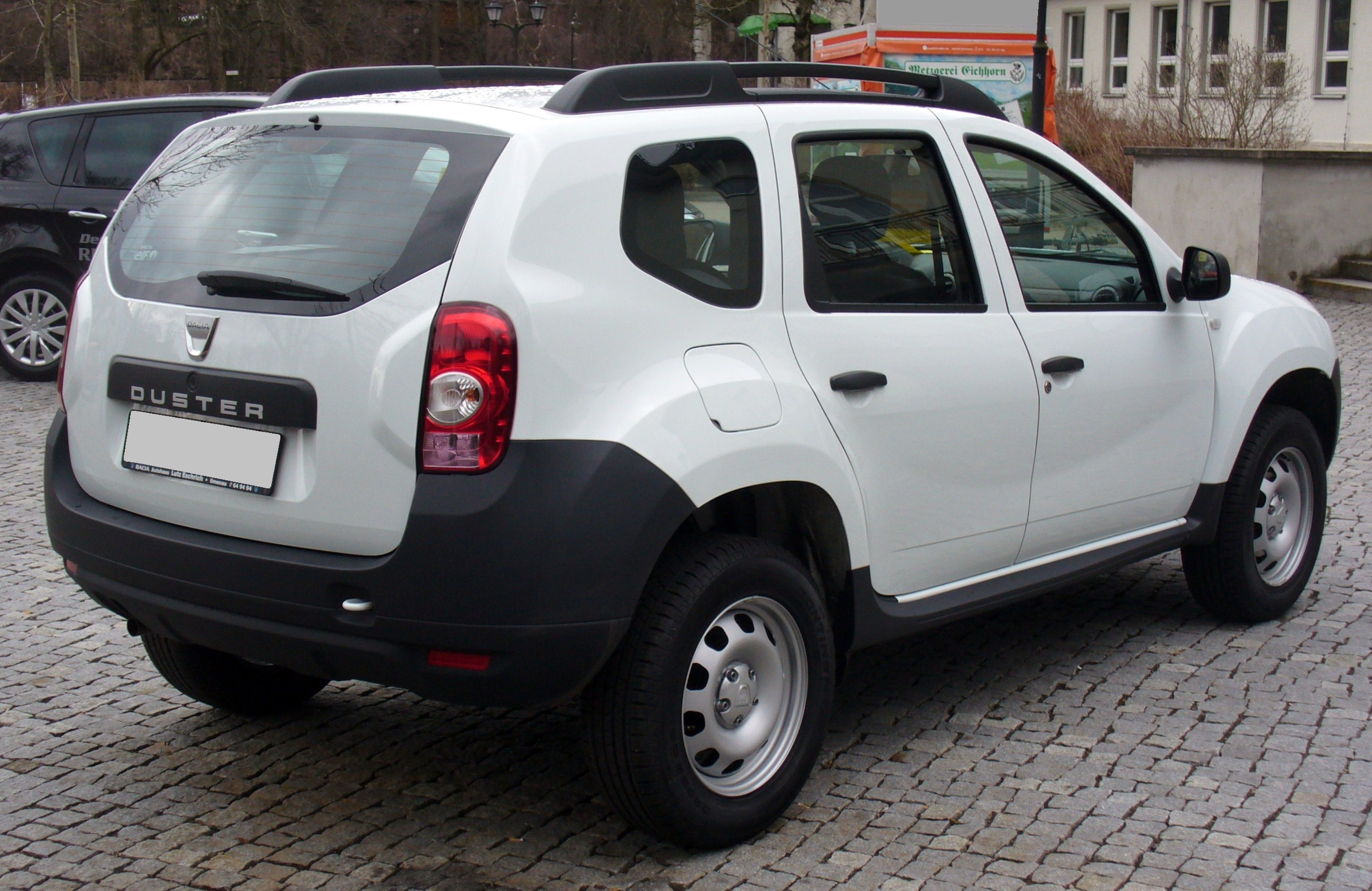
Dacia Duster Ambiance (Europa; pre-facelift)

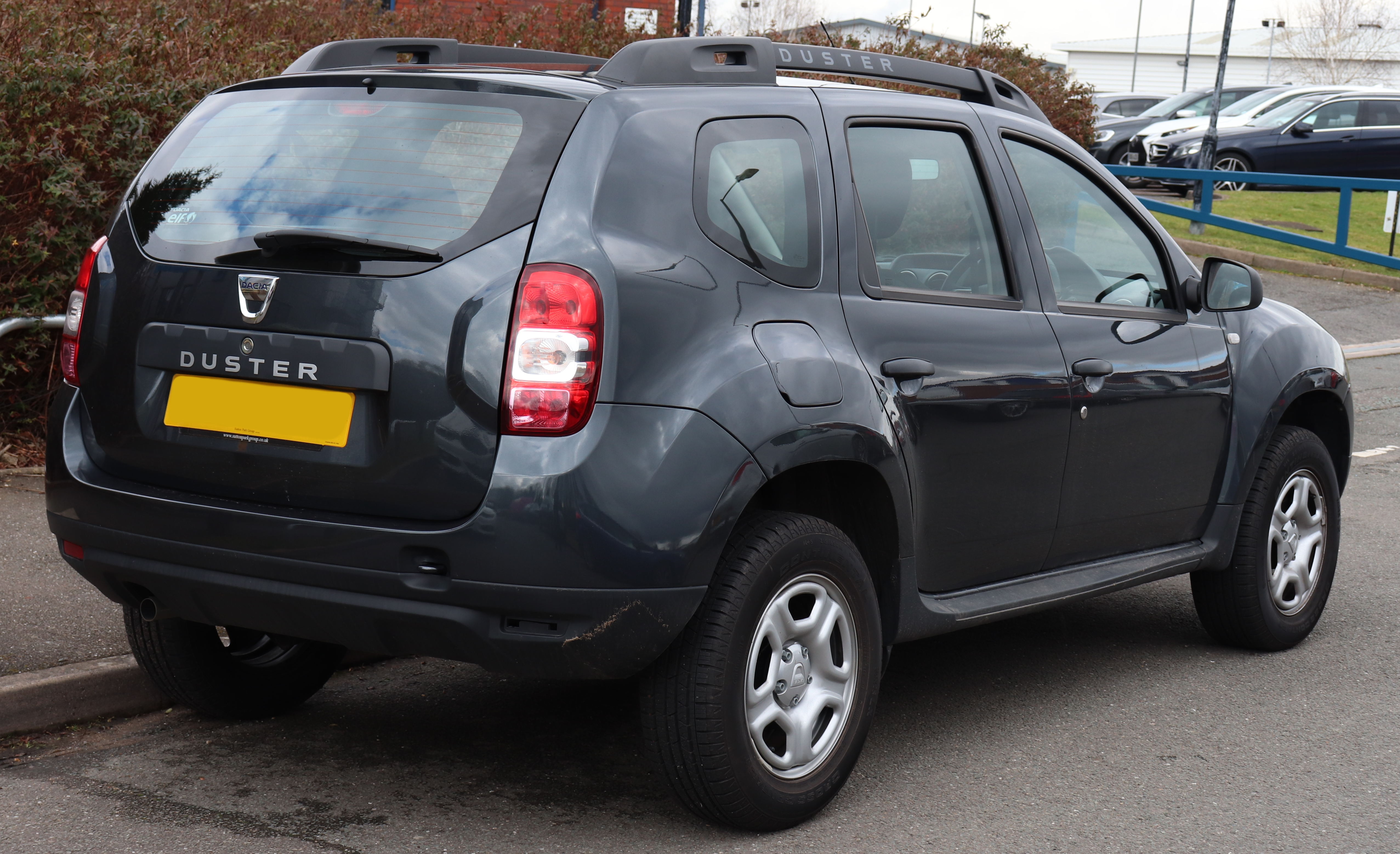
Dacia Duster (Marea Britanie; al treilea facelift)

Dacia Duster este oferită în Europa, Turcia, Algeria, Maroc din martie 2010, cu prețuri începând de la 11.900 € (sau 10.500 € pe piața internă din România) pentru versiunea 4x2, și de la 13.900 € (sau 11.500 € pe piața internă românească) pentru versiunea 4x4. Din iunie 2010, Duster-ul este disponibil și în Ucraina, Iordania, Siria, Egipt și Liban și în unele țări africane etichetat sub sigla Renault, în timp ce din 2011, este vândut și în statele din Golful Persic.
În 2014, 40% dintre toate Duster-urile vândute la nivel mondial aveau sigla Dacia și 60% (70% în 2013) aveau sigla Renault.

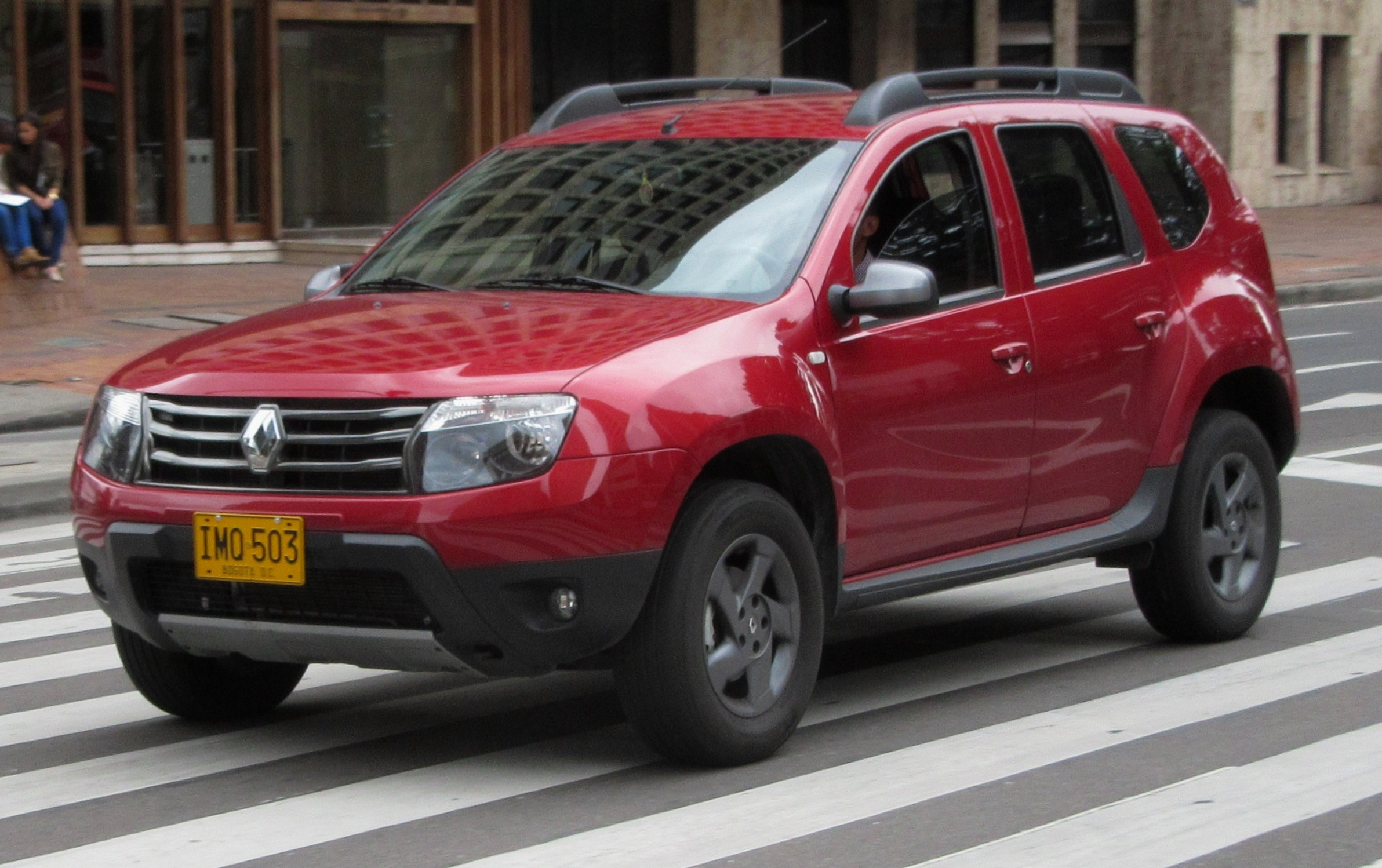
Renault Duster (Columbia)

În iunie 2011, Renault a dezvăluit Duster-ul în America de Sud la Salonul Auto de la Buenos Aires. Acesta va fi produs la uzina din Curitiba din Brazilia pentru Brazilia, Argentina și Chile și la uzina Sofasa din Columbia, pentru a fi vândut în Mexic și Ecuador, comercializarea fiind planificată să înceapă în ultimul trimestru al anului 2011.
Duster-ul este fabricat la uzina Avtoframos din Moscova, Rusia, cu aproximativ 80.000 de unități anuale, fiind disponibil începând cu 1 martie 2012 cu prețuri începând de la aproximativ 14.400 USD și atingând 200.000 de vânzări în 2,5 ani. În iunie 2015, o versiune actualizată a Duster-ului a fost lansată în Rusia, cu unele motoare și caracteristici îmbunătățite.
Marca Dacia a fost relansată în 2012 în Marea Britanie. Duster a fost desemnată „Mașina scoțiană a anului”, „SUV-ul anului” și „Mașina de buget a anului” de către Asociația Scriitorilor de Automobile din Scoția. În 2012, Duster a fost introdus și în Irlanda.
Din 2011, versiunea flexi-fuel (etanol) este disponibilă în mai multe țări din Europa de Vest, în timp ce versiunea Bi-Fuel (GPL), instalată OEM de Landi Renzo, este oferită în Europa de Est, Italia, Germania, Polonia, Spania și Olanda. Din ianuarie 2013, versiunea Bi-Fuel este disponibilă și în Franța. Versiunea Bi-Fuel (GPL) s-a dovedit a fi foarte populară în Polonia. Deoarece motorul K4M al lui Duster are dispozitive de ridicare hidraulice, versiunea cu GPL nu necesită ajustări regulate ale supapelor. Din 2014, Regatul Unit, Irlanda, Belgia, România și Luxemburg sunt singurele țări din Uniunea Europeană în care versiunea cu GPL nu este oferită de Dacia.

#### Marea Britanie
Dacia Duster a fost lansată în Marea Britanie în 2012 și a primit mai multe premii de atunci, printre care: Top Gear Bargain of the Year 2012, 2012 Scottish Car of the Year, și 2014 Carbuyer.co.uk Best Small SUV.
Duster-ul este cel mai bine vândut vehicul Dacia în Marea Britanie, cu 20.000 de vânzări în 2016, din totalul de 70.000 de vânzări Dacia din aceeași perioadă.

#### Rusia
Duster a fost introdus în Rusia în 2012, sub numele de Renault Duster. Capacitățile sale off-road pentru prețul relativ modest au făcut ca Duster să fie foarte popular. Cererea puternică inițială a determinat timpi de așteptare pentru precomandă de până la 18 luni. În prima jumătate a anului 2013, Renault Duster s-a vândut în 40710 de unități, devenind al patrulea cel mai bine vândut automobil în Rusia. Duster este adaptat așteptărilor consumatorilor ruși cu, de exemplu, sistemul inovator Renault Start de pornire de la distanță a motorului, util în zilele reci pentru a încălzi caroseria și motorul mașinii, ceea ce reduce emisiile poluante. În iunie 2015, o versiune reînnoită a lui Duster a fost lansată în Rusia, cu o nouă gamă de motoare mai puternice și cu consum redus, o cutie de viteze automată, câteva opțiuni noi, o nouă ergonomie interioară și materiale pentru ornamentele interioare și un nou design exterior.

#### India
Renault a lansat Duster pe 4 iulie 2012 în India, cu diverse modificări pentru piața indiană. Suspensia și partea inferioară a mașinii au fost consolidate pentru a crește adecvarea mașinii la offroad. Duster-ul este disponibil în prezent în zece variante diferite, dintre care opt diesel și două pe benzină. Această versiune are câteva caracteristici suplimentare de siguranță ca standard, inclusiv lumini de avertizare pentru uși, închidere centralizată și scut de protecție a motorului. De asemenea, vine cu funcții de siguranță, cum ar fi sistemul de frânare antiblocare, asistență la frânarea de urgență, distribuția electronică a forței de frânare, modul de control al stabilității, două airbag-uri frontale și funcții de pretensionare a centurilor de siguranță în trei puncte.
Renault India a lansat și versiunea Duster cu tracțiune integrală (AWD) în 2014. Tracțiunea integrală a SUV-ului poate fi controlată prin intermediul unui comutator, cu trei opțiuni de ales – tracțiune pe două roți, automată și tracțiune integrală care poate fi blocată manual. Versiunea AWD a fost scoasă de pe piața indiană în 2020.
În aprilie 2019, Renault India a confirmat că a doua generație de Renault Duster nu va veni în India, ceea ce a însemnat că producția primei generații de Duster a fost extinsă până la lansarea celei de-a treia generații, programată pentru 2023. Renault India a lansat un al doilea facelift, venind cu un design actualizat al barei de protecție și al grilei care imită ușor a doua generație a Duster-ului, inclusiv un decupaj al capotei pentru a găzdui sigla Renault, reflectând noul limbaj de design Renault. A fost oferit cu un motor diesel K9K de 1,5 L până în aprilie 2020, când a fost scos din producție din cauza implementării standardelor de emisii Bharat Stage 6. Renault a încheiat producția Duster-ului în februarie 2022.

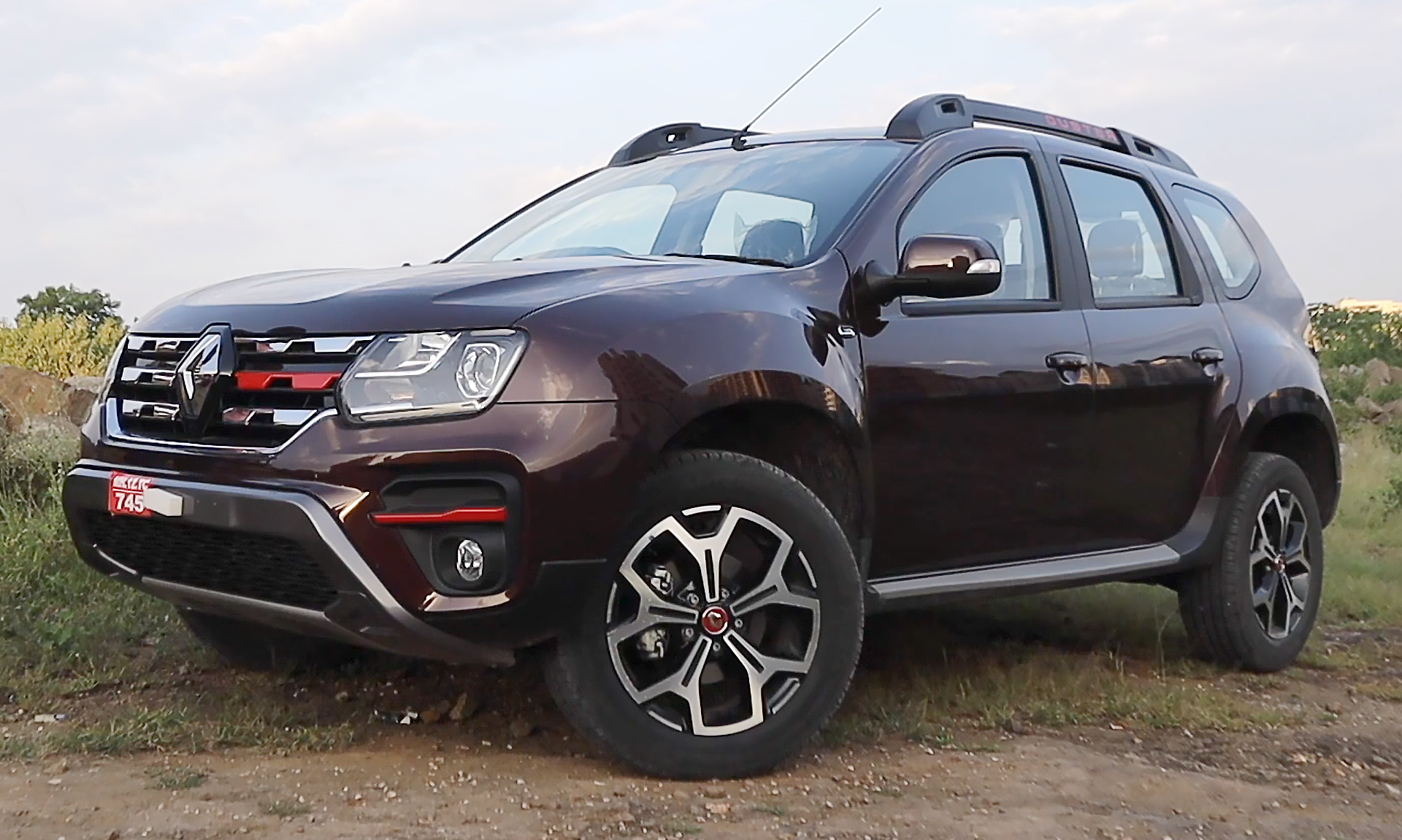
Renault Duster RXZ 2020 (India, al doilea facelift)
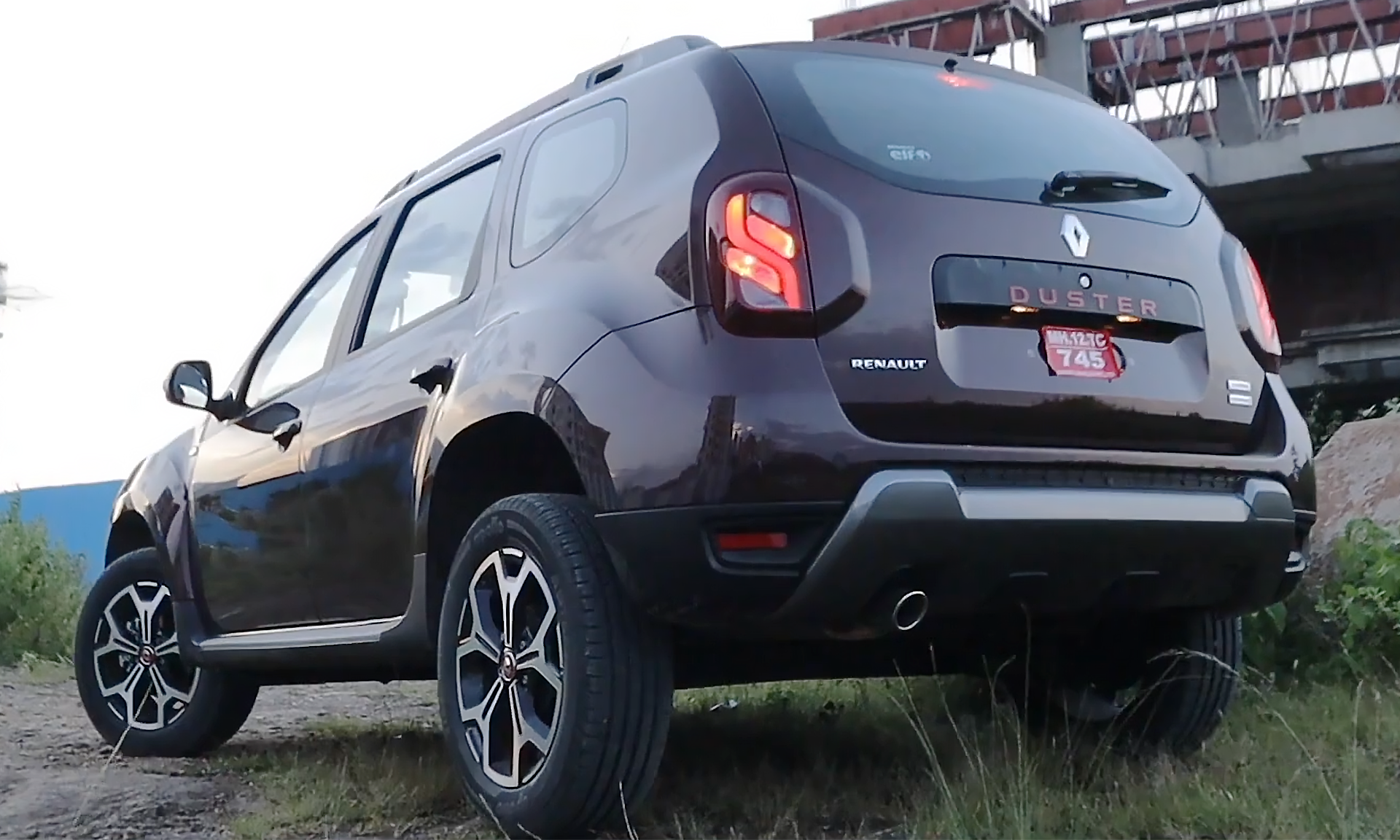
Renault Duster RXZ 2020 (India, al doilea facelift)

#### Africa de Sud
Renault a introdus Duster-ul în Africa de Sud în octombrie 2013. Duster-ul a fost importat inițial din India, unde este produs și sub marca Dacia pentru alte piețe cu volanul pe dreapta, și anume Marea Britanie, Irlanda, Cipru și Malta. În septembrie 2015, Africa de Sud a primit versiunea cu facelift a Duster-ului, mașinile fiind acum importate din România.

#### Columbia
A fost introdus pe piața columbiană în 2012 sub numele de Renault Duster și de atunci a fost cel mai bine vândut SUV din țară. Este asamblat în fabrica SOFASA din Envigado, în patru versiuni:
- 1.6 Expression: Are un airbag pentru șofer și geamuri electrice față. Este propulsat de un motor 1.6 cu 16 supape de 110 CP. De asemenea, este echipat cu o cutie manuală in 5 trepte.
- 2.0 Dynamique: Are două airbag-uri frontale, geamuri electrice spate, ABS, proiectoare de ceață, volan din piele, oglinzi electrice și cutie manuală în 6 trepte. Include și un sistem GPS și scaune din piele ca opțional.
- 2.0 AT: Are aceleași echipamente ca și versiunea Dynamique, dar vine cu o cutie de viteze automată în 4 trepte.
- 2.0 Dynamique 4X4: Este echipat la fel ca și versiunea Dynamique, dar include un sistem 4WD și faruri cu fundal negru.

Duster este exportat din Columbia în mare parte în țări precum Mexic, Ecuador și Bolivia. Toate versiunile sunt alimentate de un motor pe benzină cu 16 supape. De asemenea, din mai 2014 include opțional sistemul Media Nav cu GPS în versiunile Dynamique.

### Renault Duster Oroch
Renault Duster Oroch este o versiune pick-up cu cabină dublă a lui Duster. Duster Oroch este primul pick-up cu emblema Renault și creează o nouă gamă în segmentul pick-up-urilor: cu 30 cm mai mare decât cele mici și mai mic decât pick-up-urile mari, dar totuși având 4 uși în loc de cele 2 sau 3 găsite de obicei pe pick-up-urile mici obișnuite. A fost dezvăluit pe 18 iunie 2015 la Salonul Auto de la Buenos Aires și a fost anticipat de un concept la Salonul Auto de la São Paulo din 2014.

Duster Oroch este disponibil din septembrie 2015 în America de Sud și a primit o cutie de viteze automată în 2016. Este propulsat fie de motorul pe benzină de 1,6 litri, fie de cel de 2,0 litri, cuplat la o cutie de viteze în 5 sau, respectiv, 6 trepte.

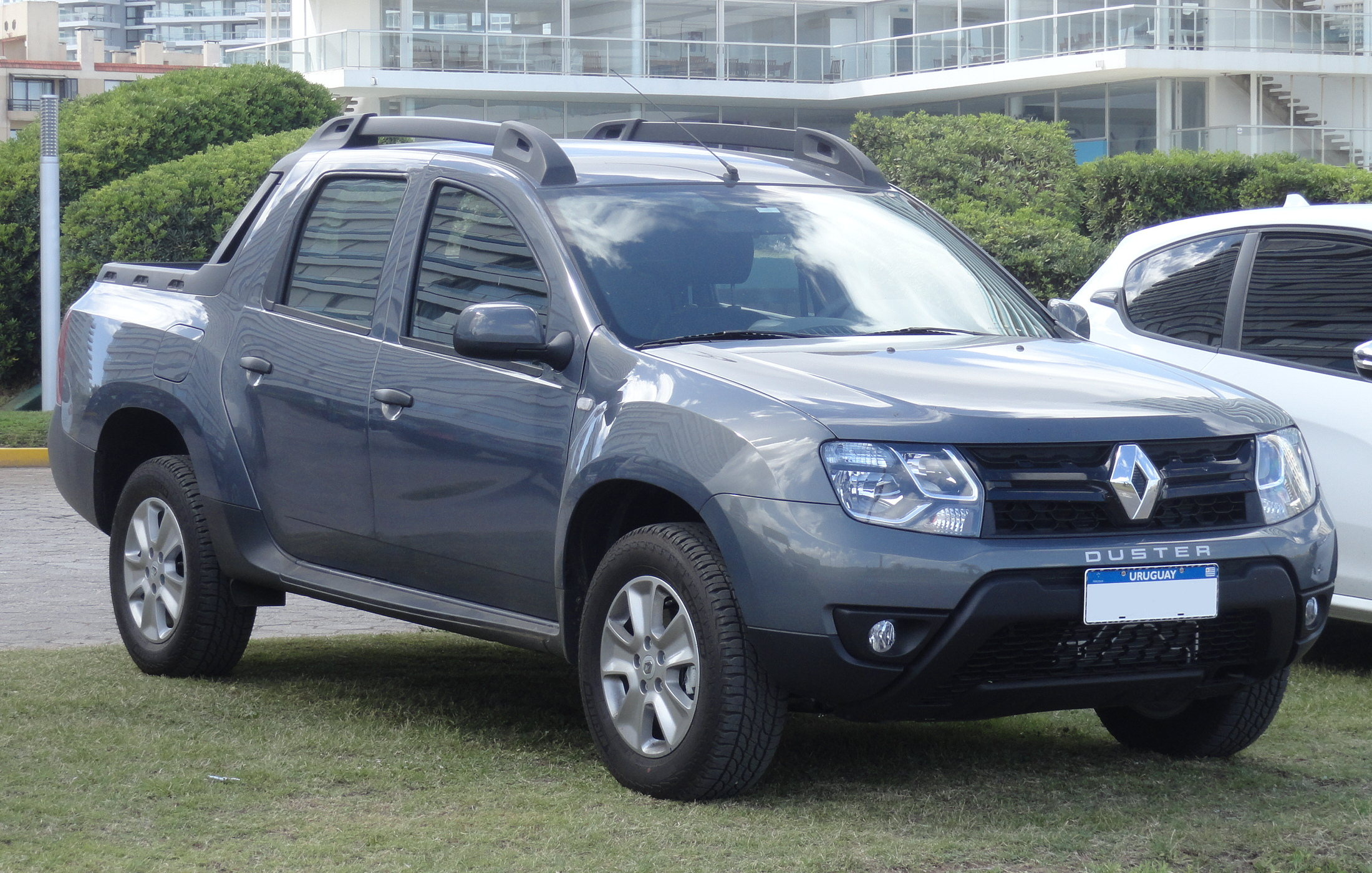
Renault Duster Oroch 2016 (pre-facelift)
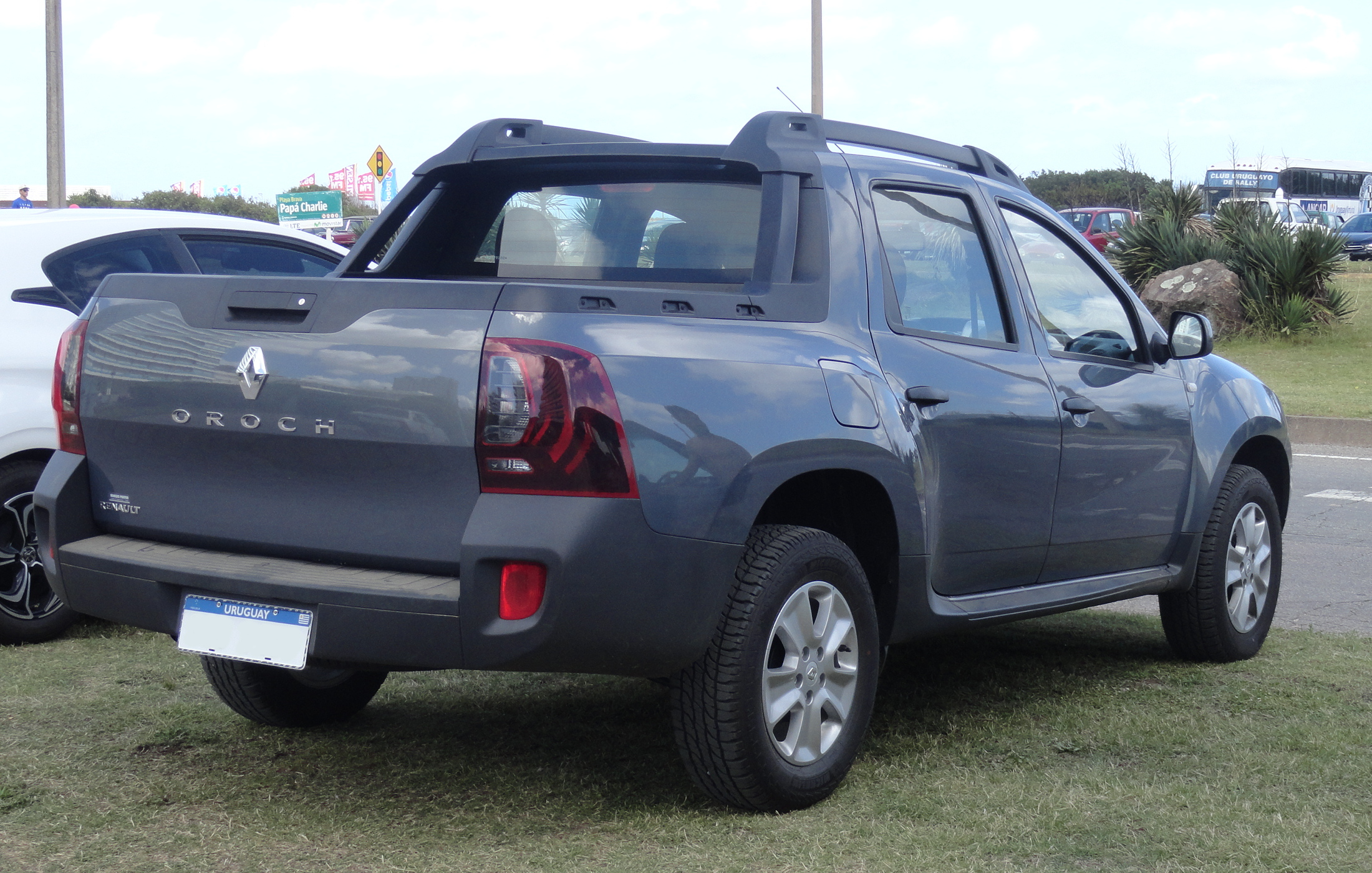
Renault Duster Oroch 2016 (pre-facelift)

### Nissan Terrano
Duster a fost, de asemenea, restilizat și vândut ca Nissan Terrano pe piețele CSI și India. Numele a mai fost folosit înainte ca o alternativă la Nissan Pathfinder. În India a fost înlocuit de Nissan Kicks, bazat pe platforma Dacia B0.

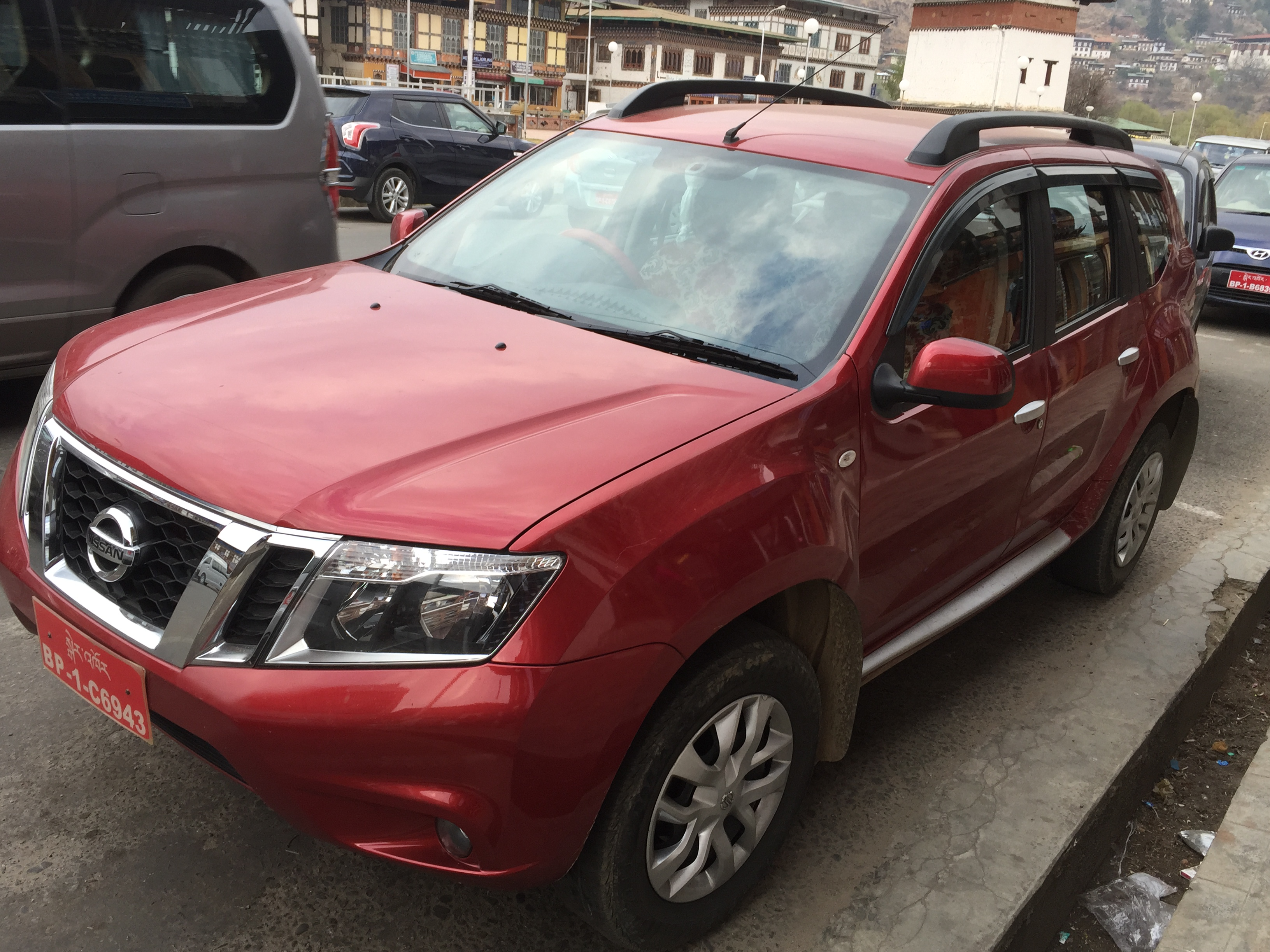
Nissan Terrano (față)
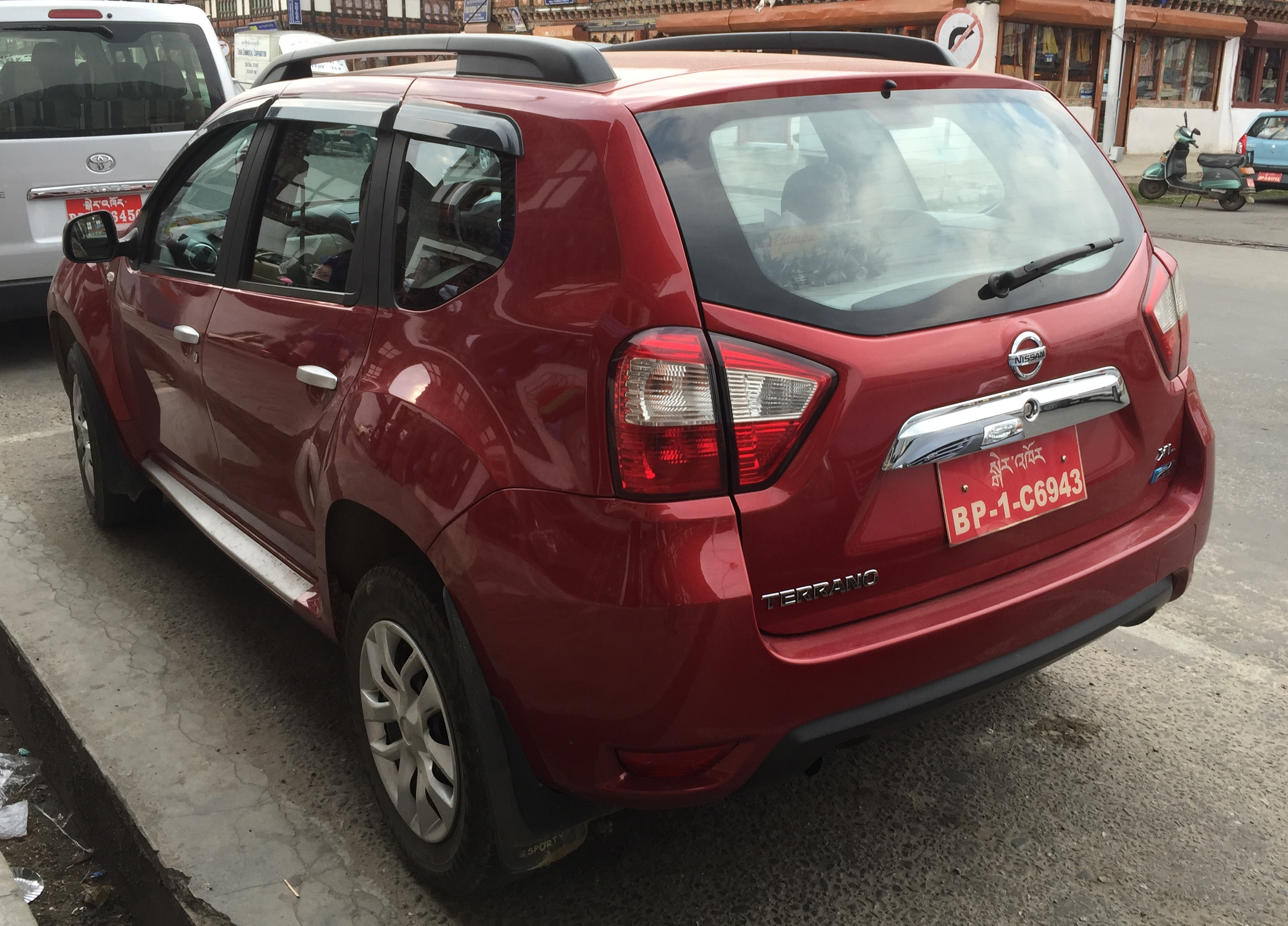
Nissan Terrano (spate)

### Recepție
Jurnalistul britanic Jonny Smith a dus Duster-ul la un test rutier în Maroc pentru programul Fifth Gear TV, descriindu-l drept „genial”; "Chiar imi place asta". El a lăudat în special manevrarea pe drumurile de munte prost întreținute, comentând în același timp standardul său slab de finisare. Un alt test de conducere în Maroc a fost efectuat de James May pentru revista Top Gear.
Dacia Duster a fost distinsă cu premiul „Autobest 2011” de către membrii juriului Autobest, proveniți din cincisprezece țări (Bulgaria, Croația, Cehia, Cipru, Macedonia, Ungaria, Polonia, România, Rusia, Serbia, Slovacia, Slovenia, Turcia, Ucraina și Malta). Zece membri ai juriului au desemnat Duster-ul drept câștigător, după ce a punctat 13 criterii precum consumul de combustibil, versatilitatea, spațiul sau designul. A depășit Renault Fluence, ajungând pe locul al treilea.
Dacia Duster a fost nominalizată printre finaliștii premiului „Mașina Anului în Europa 2011”. A primit laude pentru că este „un adevărat chilipir”, „un off-roader competent”, precum și ca fiind „atractiv” și „practic”.
Dacia Duster a fost desemnată „Mașina scoțiană a anului 2012” la o ceremonie desfășurată la Glasgow pe 14 octombrie 2012. De asemenea, a fost desemnată „Chilipirul anului 2012” de revista Top Gear.
În India, Renault Duster a primit premiul „Mașina indiană a anului 2013” de la un juriu format din reviste de automobile de top din țară.

## A doua generație (HM; 2017)
O a doua generație a fost anunțată între 14 și 24 septembrie 2017 în cadrul Salonului Auto de la Frankfurt, modelele de serie ajungând pe piața românească în noiembrie 2017. Noul model are aproape aceleași dimensiuni și este construit pe aceeași platformă B0 ca și prima generație. Deși este aproape identic în ceea ce privește dimensiunile, conform șefului de design Renault, Laurens van den Acker, fiecare panou de caroserie este nou. Designul interior a fost reînnoit și zgomotul interior a fost redus la jumătate față de generația anterioară. Are aproape același volum al portbagajului, de 445 de litri pe versiunile cu tracțiune pe două roți sau 376 de litri pe versiunile cu tracțiune integrală și un spațiu de depozitare total dedicat de 28,6 litri.

### Primul facelift

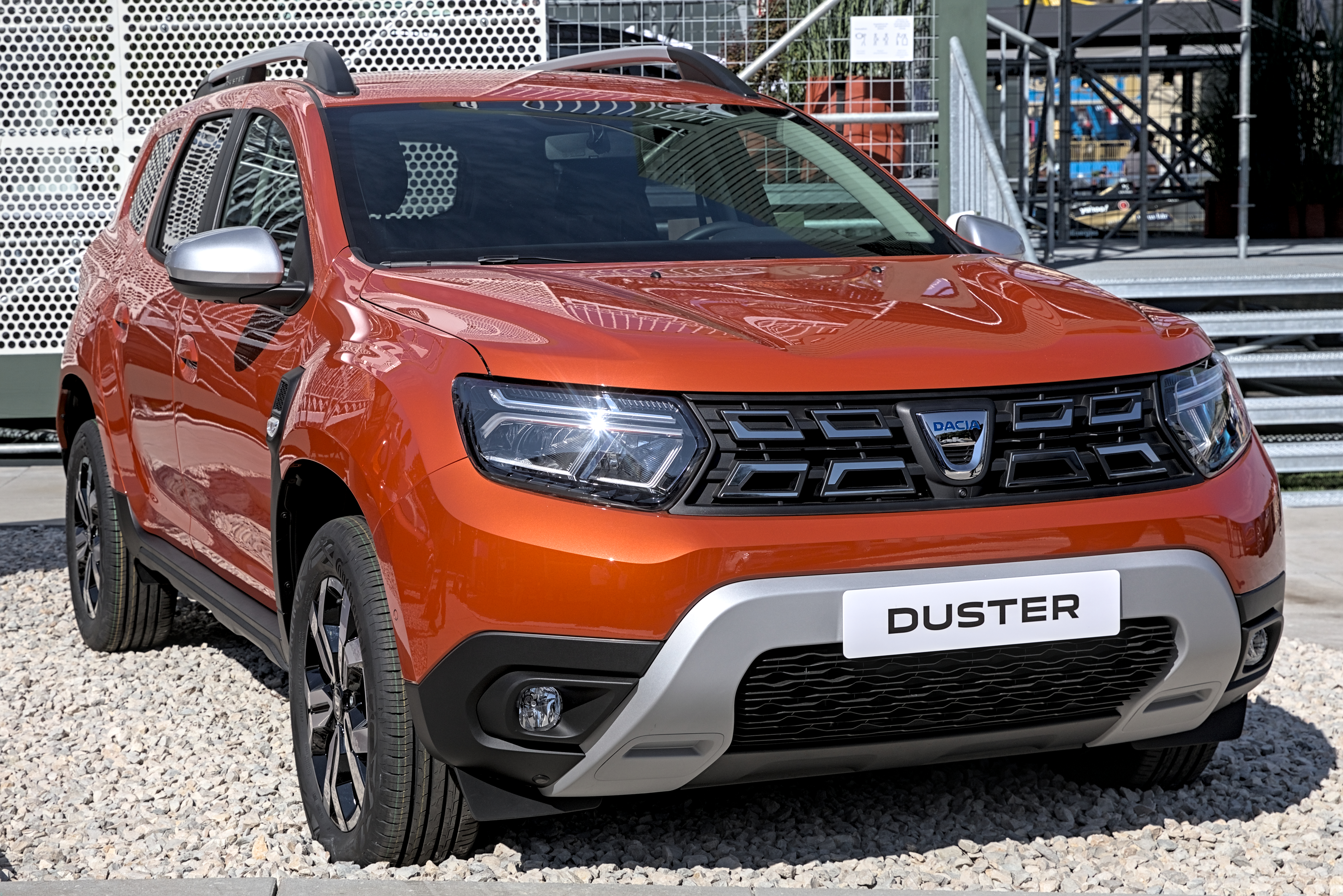

În iunie 2021 Dacia a lansat un facelift pentru a doua generație Duster. Modelul a primit farururi noi cu lumini de zi LED în formă de „Y” și fază scurtă cu LED, grilă nouă și stopuri noi cu semnătură luminoasă LED în formă de „Y” și lumină de marșarier LED. A fost introdusă o nouă culoare, Arizona Orange, în locul Orange Atacama.

### Al doilea facelift

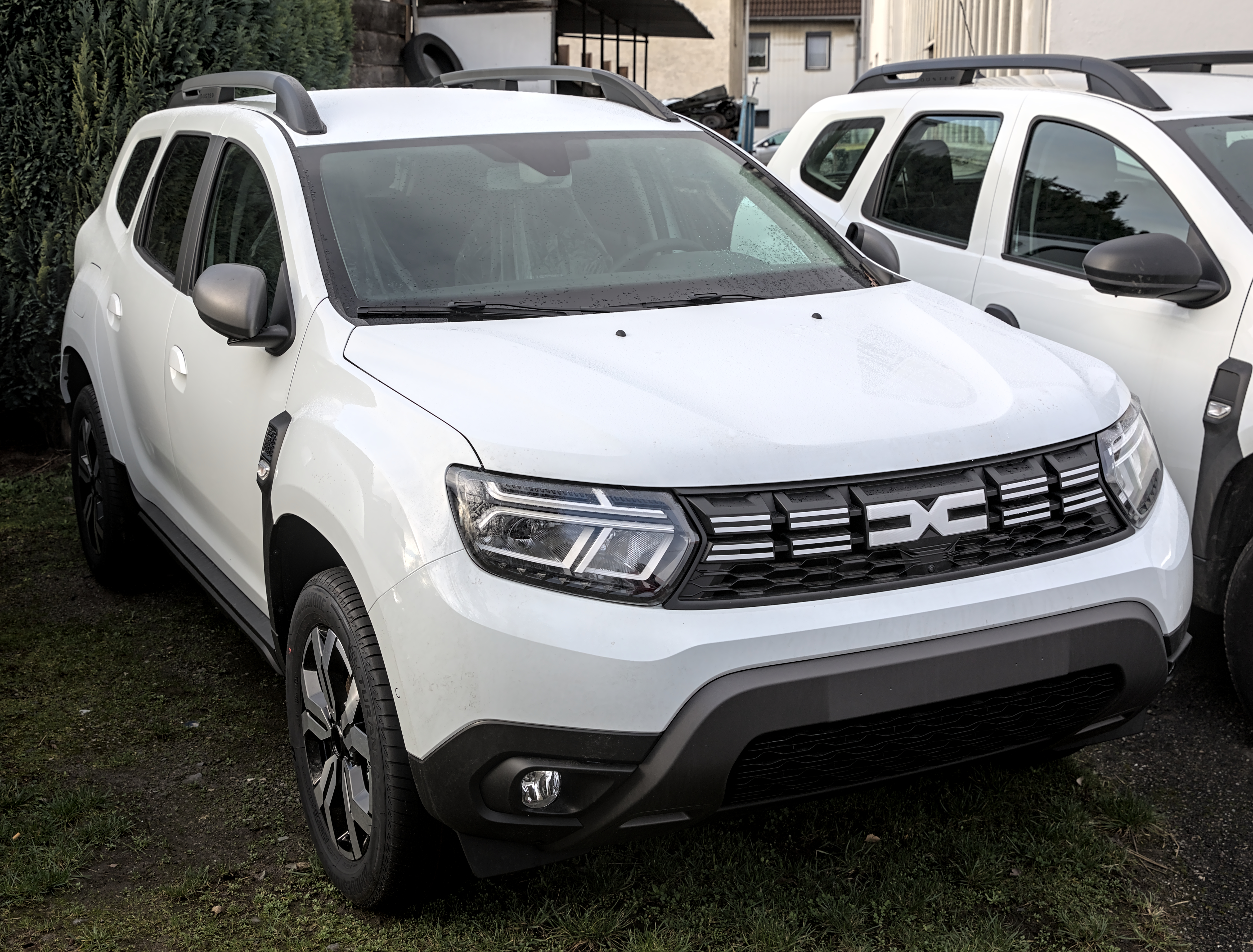

În iunie 2022 Dacia a lansat al doilea facelift pentru a doua generație Duster. Schimbările au constat în mare parte în implementarea noii identități vizuale Dacia. A fost schimbată grila frontală cu una cu un nou design care să încorporeze noul logo „Dacia Link”, iar noul logotip Dacia a înlocuit sigla precedentă de pe volan și hayon. În interior, bordul a fost modificat prin înlocuirea gurilor de ventilație rotunde cu unele noi, pătrățoase.

### Duster Black Collector
În 2019, Dacia a decis sa scoată pe piață o serie de colecție limitată la 500 de bucăți, numită Duster Black Collector, bazată pe versiunea Prestige. Cele 500 de mașini vor fi destinate pieței franceze.

### Duster Extreme
Ediția limitată Duster Extreme a fost lansată în 2021, fiind cel mai scump nivel de echipare din gamă. Modelul a fost scos din producție în 2022, fiind reintrodus în 2023 cu noul logo.

### Duster „Mat Edition”

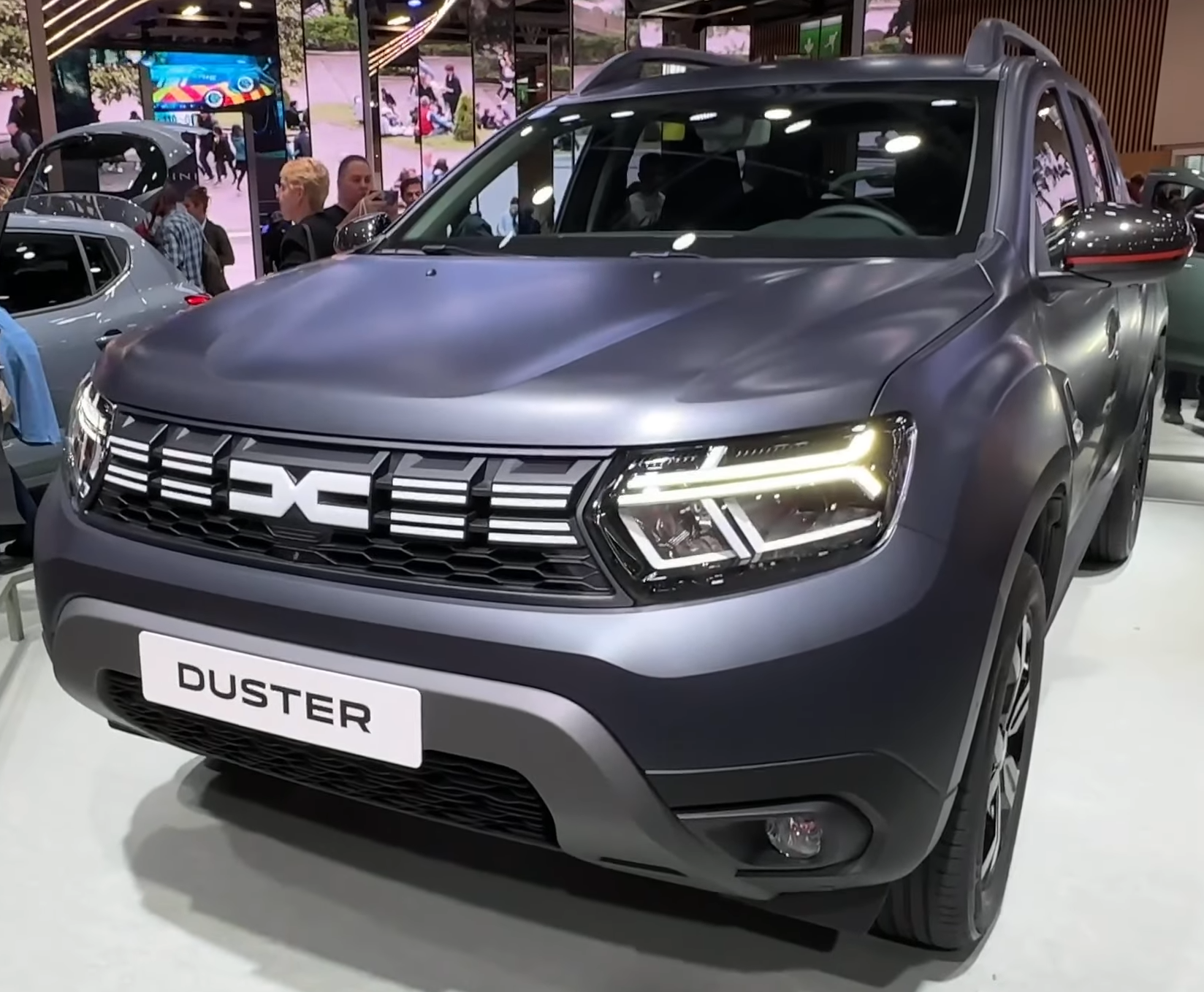

Duster „Mat Edition” este o ediție limitată care a fost prezentată pentru prima dată în octombrie 2022 la Salonul Auto de la Paris și se remarcă prin culoarea mată Comet Grey. În România, 70 de unități sunt disponibile pentru comandă pe platforma de e-commerce Dacia România începând cu 31 ianuarie 2023.

## A treia generație (P1310; 2024)
{{Infocaseta Autoturism
| nume_model           = Dacia Duster III
| imagine              = 
| alt_nume             = 
| producator           = Dacia
| compania_mama        = Renault
| productia            = 2024-
| asamblat_in          = 
| predecesor           = 
| succesor             = 
| clasa                = 
| tip_caroserie        = 
| layout               = 
| platforma            = CMF-B
| motorizare           = 
| tip_transmisie       = 
| tip_suspensie        = 
| directie             = 
| tip_frane            = 
| siguranta            = 
| ampatament           = 
| lungimea             = 
| latimea              = 
| inaltimea            = 
| garda_la_sol         = 
| ecartament_fata      = 
| ecartament_spate     = 
| greutatea            = 
| capacitate_rezervor  = 
| capacitate_portbagaj = 
| inrudit              = 
| similar              = 
| designer             = 
| motor            = 1.6 benzină (hibrid) 140 cai.
A treia generație Dacia Duster își va schimba arhitectura pentru a adopta o versiune alungită a platformei modulare CMF-B pe care se bazează actualul Renault Captur (precum și Dacia Sandero și Jogger).Primele imagini spion au fost lansate la începutul anului 2023 și acestea au captat rapid piața sud-est europeană.Data estimată a lansarea modelului este la începutul anului 2024.